# 43. ročník udílení cen Saturn
43. ročník udílení cen Saturn se konalo 28. června 2017 v Burbanku v Kalifornii. Na ceremoniálu se udělovaly ceny pro nejlepší filmová a televizní díla a videozáznamy ze žánrů science fiction, fantasy, horor a nově byla představena kategorie animované filmy a televizní seriály. Moderátorem večera byl Sean Gunn. Nominace byly zveřejněné 2. března 2017.
Film Rogue One: Star Wars Story se stal filmem s nejvíce nominací, a to v jedenácti kategoriích, následovaly filmy Doctor Strange s deseti nominacemi a Captain America: Občanská válka s osmi nominacemi.V seriálech vedl seriál Živí mrtví se sedmi nominacemi a následoval nový seriál Westworld s šesti nominacemi. Režisér a scenárista Scott Derrickson, skladatel Michael Giacchino a kostýmní návrhářka Colleen Atwood získali dvě nominace.

## Vítězové a nominovaní
Tučně jsou označeni vítězové.

### Film
| Nejlepší sci-fi film | Nejlepší fantasy film | Nejlepší hororový film |
| --- | --- | --- |
| - Rogue One: Star Wars Story - Příchozí - Den nezávislosti: Nový útok - Půlnoční dítě - Pasažéři - Star Trek: Do neznáma | - Kniha džunglí - Obr Dobr - Fantastická zvířata a kde je najít - Krotitelé duchů - Sirotčinec slečny Peregrinové pro podivné děti - Volání netvora: Příběh života - Můj kamarád drak | - Smrt ve tmě - Tajemství smrti slečny Neznámé - V zajetí démonů 2 - Démon - Ouija: Zrození zla - Vlak do Pusanu - Čarodějnice |
| Nejlepší thrillerový film | Nejlepší akční/dobrodružný film | Nejlepší mezinárodní film |
| - Ulice Cloverfield 10 - Zúčtování - Dívka ve vlaku - Za každou cenu - Jason Bourne - The Shallows - Rozpolcený | - Skrytá čísla - Spojenci - Zlato - Hacksaw Ridge: Zrození hrdiny - Legenda o Tarzanovi - Sedm statečných - Správní chlapi | - Komorná - Elle - Boj sněžného pluhu s mafií - The Mermaid - Shin Godzilla - Zahaleni stínem |
| Nejlepší film inspirovaný komiksem | Nejlepší animovaný film | Nejlepší režie |
| - Doctor Strange - Batman v Superman: Úsvit spravedlnosti - Captain America: Občanská válka - Deadpool - Sebevražedný oddíl - X-Men: Apokalypsa | - Hledá se Dory - Kingsglaive: Final Fantasy XV - Odvážná Vaiana: Legenda o konci světa - Zpívej - Trollové - Zootropolis: Město zvířat | - Gareth Edwards – Rogue One: Star Wars Story - Scott Derrickson – Doctor Strange - Jon Favreau – Kniha džunglí - Bratři Russoové – Captain America: Občanská válka - Bryan Singer – X-Men: Apokalypsa - Steven Spielberg – Obr Dobr - Denis Villeneuve – Příchozí |
| Nejlepší scénář | Nejlepší filmový herec | Nejlepší filmová herečka |
| - Eric Heisserer – Příchozí - Melissa Mathison – Obr Dobr - Rhett Reese a Paul Wernick – Deadpool - Jon Spaihts, Scott Derrickson a C. Robert Cargill – Doctor Strange - Taylor Sheridan – Za každou cenu - Chris Weitz a Tony Gilroy – Rogue One: Star Wars Story | - Ryan Reynolds jako Wade Wilson/Deadpool – Deadpool - Benedict Cumberbatch jako Dr. Stephen Strange / Doctor Strange – Doctor Strange - Chris Evans jako Steve Rogers / Captain America – Captain America: Občanská válka - Matthew McConaughey jako Kenny Wells – Zlato - Chris Pine jako kapitán James T. Kirk – Star Trek: Do neznáma - Chris Pratt jako Jim Preston – Pasažéři - Mark Rylance jako Obr Dobr – Obr Dobr | - Mary Elizabeth Winstead jako Michelle – Ulice Cloverfield 10 - Amy Adams jako Louise Banks – Příchozí - Emily Bluntová jako Rachel Watson – Dívka ve vlaku - Taraji P. Henson jako Katherine Goble Johnson – Skrytá čísla - Felicity Jones jako Jyn Erso – Rogue One: Star Wars Story - Jennifer Lawrenceová jako Aurora Lane – Pasažéři - Narges Rashidi jako Shideh – Zahaleni stínem   |
| Nejlepší filmový herec ve vedlejší roli | Nejlepší filmová herečka ve vedlejší roli | Nejlepší mladý herec ve filmu |
| - John Goodman jako Howard Stambler – Ulice Cloverfield 10 - Chadwick Boseman jako Black panter / T'Challa – Captain America: Občanská válka - Dan Fogler jako Jacob Kowalski – Fantastická zvířata a kde je najít - Diego Luna jako Cassian Andor – Rogue One: Star Wars Story - Zachary Quinto jako velitel Spock – Star Trek: Do neznáma - Christopher Walken jako král Louie – Kniha džunglí | - Tilda Swinton jako Prastará – Doctor Strange - Betty Buckley jako Dr. Karen Fletcher – Rozpolcený - Bryce Dallas Howard jako Kay – Zlato - Scarlett Johansson jako Nataša Romanovová / Black Widow – Captain America: Občanská válka - Kate McKinnonová jako Dr. Jillian Holtzmann – Krotitelé duchů - Margot Robbie jako Harleen Quinzel/Harley Quinn – Sebevražedný oddíl                                               | - Tom Holland jako Peter Parker/Spider-man – Captain America: Občanská válka - Ruby Barnhill jako Sophie – Obr Dobr - Julian Dennison jako Ricky – Hon na pačlověky - Lewis MacDougall jako Conor O'Malley – Volání netvora: Příběh života - Neel Sethi jako Mauglí – Kniha džunglí - Anya Taylor-Joy jako Thomasin – Čarodějnice                                                           |
| Nejlepší hudba | Nejlepší střih | Nejlepší výprava |
| - Justin Hurwitz – La La Land - John Williams – Obr Dobr - Michael Giacchino – Doctor Strange - James Newton Howard – Fantastická zvířata a kde je najít - Thomas Newman – Pasažéři - Michael Giacchino – Rogue One: Star Wars Story | - Michael Kahn – Obr Dobr - Stefan Grube – Ulice Cloverfield 10 - Joe Walker – Příchozí - Jeffrey Ford, Matthew Schmit – Captain America: Občanská válka - Mark Livolsi – Kniha džunglí - John Gilory, Colin Gouide a Jabez Olssen – Rogue One: Star Wars Story | - Rick Carter a Robert Stromberg – Obr Dobr - Owen Paterson – Captain America: Občanská válka - Charles Woods –Doctor Strange - Stuart Craig –Fantastická zvířata a kde je najít - Guy Hendrix Dyas – Pasažéři - Doug Chiang, Neil Larmont – Rogue One: Star Wars Story |
| Nejlepší kostýmy | Nejlepší masky | Nejlepší speciální efekty |
| - Colleen Atwood – Fantastická zvířata a kde je najít - Colleen Atwood – Alenka v říši dviů: Za zrcadlem - Alexandra Byrne – Doctor Strange - Joanna Johnston – Obr Dobr - Sang-gyeong Jo – Komorná - David Crossman, Glyn Dilon – Rogue One: Star Wars Story | - Joel Harlow, Monica Huppert – Star Trek: Do neznáma - Jeremy Woodhead – Doctor Strange - Nick Knowles – Fantastická zvířata a kde je najít - Amy Byrne – Rogue One: Star Wars Story - Allan Apone, Jo-Ann MacNeil, Marta Roggero – Sebevražedný oddíl - Charles Carter, Rita Ciccozzi, Rosalinda Da Silva – X-Men: Apokalypsa                                                                                             | - John Knoll, Mohen Leo, Hal Hickel, Neil Corbould – Rogue One: Star Wars Story - Louis Morin, Ryal Cosgrove – Příchozí - Joe Letteri, Joel Whist – Obr Dobr - Stephane Ceretti, Richard Bluff, Vincent Cirelli – Doctor Strange - Tim Burke, Christian Manz, David Watkins – Fantastická zvířata a kde je najít - Robert Legato, Adam Valdez, Andrew R. Jones a Dan Lemmon – Kniha džunglí |
| Nejlepší nezávislý film | | |
| - La La Land - Oko v oblacích - Hon na pačlověky - Lion - The Ones Below - Vzpomeň si | | |

### Televize
| Nejlepší sci-fi seriál | Nejlepší fantasy seriál | Nejlepší hororový seriál |
| --- | --- | --- |
| - Westworld - The 100 - Colony - Expanze - Falling Water - Incorporated - Timeless | - Cizinka - Beyond - Hra o trůny - The Good Place - Lucifer - The Magicians - Preacher | - Živí mrtví - American Horror Story: Roanoke - Ash vs Evil Dead - The Exorcist - Živí mrtví: Počátek konce - Vlčí mládě - Upíří deníky |
| Nejlepší akční/thrillerový seriál | Nejlepší superhrdinský seriál | Nejlepší seriál - nová média |
| - Riverdale - Animal Kingdom - Batesův motel - Prezident v pořadí - Knihovníci - Mr. Robot - Underground | - Supergirl - Agenti S.H.I.E.L.D. - Arrow - The Flash - Gotham - Legion | - Luke Cage - Stranger Things - Bosch - Daredevil - The Man in the High Castle - A Series of Unfortunate Events |
| Nejlepší televizní herec | Nejlepší televizní herečka | Nejlepší televizní herec ve vedlejší roli |
| - Andrew Lincoln jako Rick Grimes – Živí mrtví - Bruce Campbell jako Ash Williams – Ash vs. Dead - Mike Colter jako Luke Cage – Luke Cage - Grant Gustin jako Barry Allen/The Flash – The Flash - Charlie Cox jako Matt Murdock/Daredevil – Daredevil - Sam Heughan jako James Fraser – Cizinka - Freddie Higmore jako Norman Bates – Batesův motel                                                   | - Melissa Benoist jako Kara Zor-El/Kara Denvers/Supergirl – Supergirl - Caitriona Balfe jako Claire Fraser – Cizinka - Kim Dickens jako Madison Clark – Živí mrtví: Počátek konce - Vera Farmiga jako Norma Bates – Batesův motel - Lena Headeyová jako Cersei Lannister – Hra o trůny - Sarah Paulson jako Audrey Tindall, Lana Winters, Shelby Miller – American Horror Story: Roanoke - Winona Ryder jako Joyce Byers – Stranger Things | - Ed Harris jako muž v černém – Westworld - Linden Ashby jako šerif Stilinski – Vlčí mládě - Mehcad Brooks jako James Olsen/Strážce – Supergirl - Kit Harington jako Jon Snow – Hra o trůny - Lee Majors jako Brock Williams – Ash vs. Dead - Norman Reedus jako Daryl Dixon – Živí mrtví - Jeffrey Wright jako Bernard Lowe – Westworld        |
| Nejlepší televizní herečka ve vedlejší roli | Nejlepší host v televizním seriálu | Nejlepší mladý herec v televizním seriálu |
| - Candice Patton jako Iris West – The Flash - Kathy Bates jako Agnes Mary Winstead, Thomasin White – American Horror Story: Roanoke - Danai Gurira jako Michonne – Živí mrtví - Melissa McBride jako Carol Peletier – Živí mrtví - Thandie Newton jako Maeve Millay – Westworld - Adina Porter jako Lee Harris – American Horror Story: Roanoke - Evan Rachel Wood jako Dolores Abernathy – Westworld | - Jeffrey Dean Morgan jako Negan – Živí mrtví - Ian Bohen jako Peter Hale – Vlčí mládě - Tyler Hoechlin jako Kal-El/Clark Kent/Superman – Supergirl - Anthony Hopkins jako Robert Ford – Westworld - Leslie Jordan jako Ashley Gilbert – American Horror Story: Roanoke - Dominique Pinon jako Raymond – Cizinka | - Millie Bobby Brownová jako Jedenáctka – Stranger Things - K.J. Apa jako Archie Andrews– Riverdale - Max Charles jako Zach Goodweather – Agresivní virus - Alycia Debnam-Carey jako Alicia Clark – Živí mrtví: Počátek konce - Chandler Riggs jako Carl Grimes – Živí mrtví - Lorenzo Riggs jako Carl Chris Manawa – Živí mrtví: Počátek konce |
| Nejlepší televizní prezentace | Nejlepší animovaný seriál nebo televizní film | |
| - 11.22.63 - Channel Zero - Pán času - The Return of Doctor Mysterio - Mars - Noční recepční - Rats | - Star Wars Povstalci - BoJack Horseman - Griffinovi - Malý princ - Simpsonovi - Trollhunters | |

### Domácí zábava
| Nejlepší DVD nebo Blu-ray vydání                                                                                                  | Nejlepší DVD nebo Blu-ray vydání - speciální edice | Nejlepší DVD nebo Blu-ray vydání - filmová klasika |
| --- | --- | --- |
| - Tales of Halloween - Prokletý kšeft - The Girl - Humr - Muž, který poznal nekonečno - Kvílení                                   | - Phantasm - Batman v Superman: Úsvit spravedlnosti - Hory mají oči (limitovaná edice) - Železný obr (Signature Edition) - Šílený Max: Zběsílá cesta (černá a chromová edice) - Kainova výchova(sběratelská edice) | - Čas po čase - Destiny - Donovan's Brain - Gog 3D - Návštěva z vesmíru - Děvčátko, které bydlí na konci ulice |
| Nejlepší DVD nebo Blu-ray vydání - televizní seriál                                                                               | Nejlepší DVD nebo Blu-ray vydání - kolekce | Nejlepší DVD nebo Blu-ray vydání - kolekce |
| - Hannibal, kompletní kolekce - Banshee, poslední řada - Mr. Robot, druhá řada - Salem's Lot - Star Trek - Versailles, první řada | - Frankenstein, kompletní kolekce (Frankenstein, Frankensteinova nevěsta, Frankensteinův syn, Frankensteinův duch, Frankestein a Vlkodlak, Frankensteinův hrad, Draculův hrad a Abbott and Costello Meet Frankenstein) - Buster Keaton 1917–23 (Rvačka, Frigo staví dům, Frigo pod šibenicí, Strašák, Frigo a soused, Strašidelný dům, Frigo sebevrahem, Frigo - král střelců, Frigo jako obětní beránek, Frigo na divadle, Frigo ve člunu, Frigo mezi indiány, Frigo a strážníci, Frigo dědicem, Frigo u kováře, Frigo na Aljašce, Frigo elektrikářem, Day Dreams, Frigo v balonu a The Love Nest) - Herschell Gordon Lewis (Krvavá hostina, Scum of the Earth!, Two Thousand Maniacs!, Moonshine Mountain, Color Me Blood Red, Something Weird, The Gruesome Twosome, A Taste of Blood, She-Devils on Wheels, Just for the Hell of It, How to Make a Doll, Čaroděj ze země Krev, This Stuff'll Kill Ya! a The Gore Gore Girls) - Marx Brothers Silver Screen Collection (The Cocoanuts, Animal Crackers, Monkey Business, Horse Feathers a Duck Soup) - Pionýři afroamerické kinomatografie (Birthright, The Blood of Jesus, Body and Soul, The Bronze Buckaroo, By Right of Birth, Commandment Keeper Church, Beaufort South Carolina, May 1940, Darktown Revue, Dirty Gertie from Harlem USA, Eleven P.M., The Exile, The Flying Ace, God's Step Children, Heaven-Bound Traveler, Hellbound Train, Hot Biskits, Mercy the Mummy Mumbled, Regeneration, The Scar of Shame, S.S. Jones Home Movies, The Symbol of the Unconquered: A Story of the KKK, Ten Minutes to Live, Ten Nights in a Bar Room, Two Knights of Vaudeville, Veiled Aristocrats, Verdict Not Guilty, We Work Again a Within Our Gates) - The Wolf Man: kompletní kolekce (The Wolf Man, Frankestein a Vlkodlak, Frankensteinův hrad, Draculův dům, Abbott and Costello Meet Frankenstein, Vlkodlak v Londýně a Vlčí žena v Londýně) | - Frankenstein, kompletní kolekce (Frankenstein, Frankensteinova nevěsta, Frankensteinův syn, Frankensteinův duch, Frankestein a Vlkodlak, Frankensteinův hrad, Draculův hrad a Abbott and Costello Meet Frankenstein) - Buster Keaton 1917–23 (Rvačka, Frigo staví dům, Frigo pod šibenicí, Strašák, Frigo a soused, Strašidelný dům, Frigo sebevrahem, Frigo - král střelců, Frigo jako obětní beránek, Frigo na divadle, Frigo ve člunu, Frigo mezi indiány, Frigo a strážníci, Frigo dědicem, Frigo u kováře, Frigo na Aljašce, Frigo elektrikářem, Day Dreams, Frigo v balonu a The Love Nest) - Herschell Gordon Lewis (Krvavá hostina, Scum of the Earth!, Two Thousand Maniacs!, Moonshine Mountain, Color Me Blood Red, Something Weird, The Gruesome Twosome, A Taste of Blood, She-Devils on Wheels, Just for the Hell of It, How to Make a Doll, Čaroděj ze země Krev, This Stuff'll Kill Ya! a The Gore Gore Girls) - Marx Brothers Silver Screen Collection (The Cocoanuts, Animal Crackers, Monkey Business, Horse Feathers a Duck Soup) - Pionýři afroamerické kinomatografie (Birthright, The Blood of Jesus, Body and Soul, The Bronze Buckaroo, By Right of Birth, Commandment Keeper Church, Beaufort South Carolina, May 1940, Darktown Revue, Dirty Gertie from Harlem USA, Eleven P.M., The Exile, The Flying Ace, God's Step Children, Heaven-Bound Traveler, Hellbound Train, Hot Biskits, Mercy the Mummy Mumbled, Regeneration, The Scar of Shame, S.S. Jones Home Movies, The Symbol of the Unconquered: A Story of the KKK, Ten Minutes to Live, Ten Nights in a Bar Room, Two Knights of Vaudeville, Veiled Aristocrats, Verdict Not Guilty, We Work Again a Within Our Gates) - The Wolf Man: kompletní kolekce (The Wolf Man, Frankestein a Vlkodlak, Frankensteinův hrad, Draculův dům, Abbott and Costello Meet Frankenstein, Vlkodlak v Londýně a Vlčí žena v Londýně) |

### Produkce
| Nejlepší místní divadelní produkce | Nejlepší místní divadelní produkce |
| --- | ---------------------------------- |
| - A View From the Bridge (Ahmanson Theatre) - Amadeus (L.A. Theatre Works) - Chen Ying Rescues the Orphan (Chinese Yu Opera) - The Fantasticks (Pasadena Playhouse) - Joseph and the Amazing Technicolor Dreamcoat (3D Theatricals) - Moby Dick (South Coast Repertory) |                                    |

### Speciální ocenění
Celoživotní ocenění – Lee Majors
Vizionářské ocenění – Akiva Goldsman
Ocenění filmařů – Rick Jaffa a Amanda Silver
Objev roku – KJ Apa
Speciální ocenění – magazín Heavy Metal